# Palla da baseball

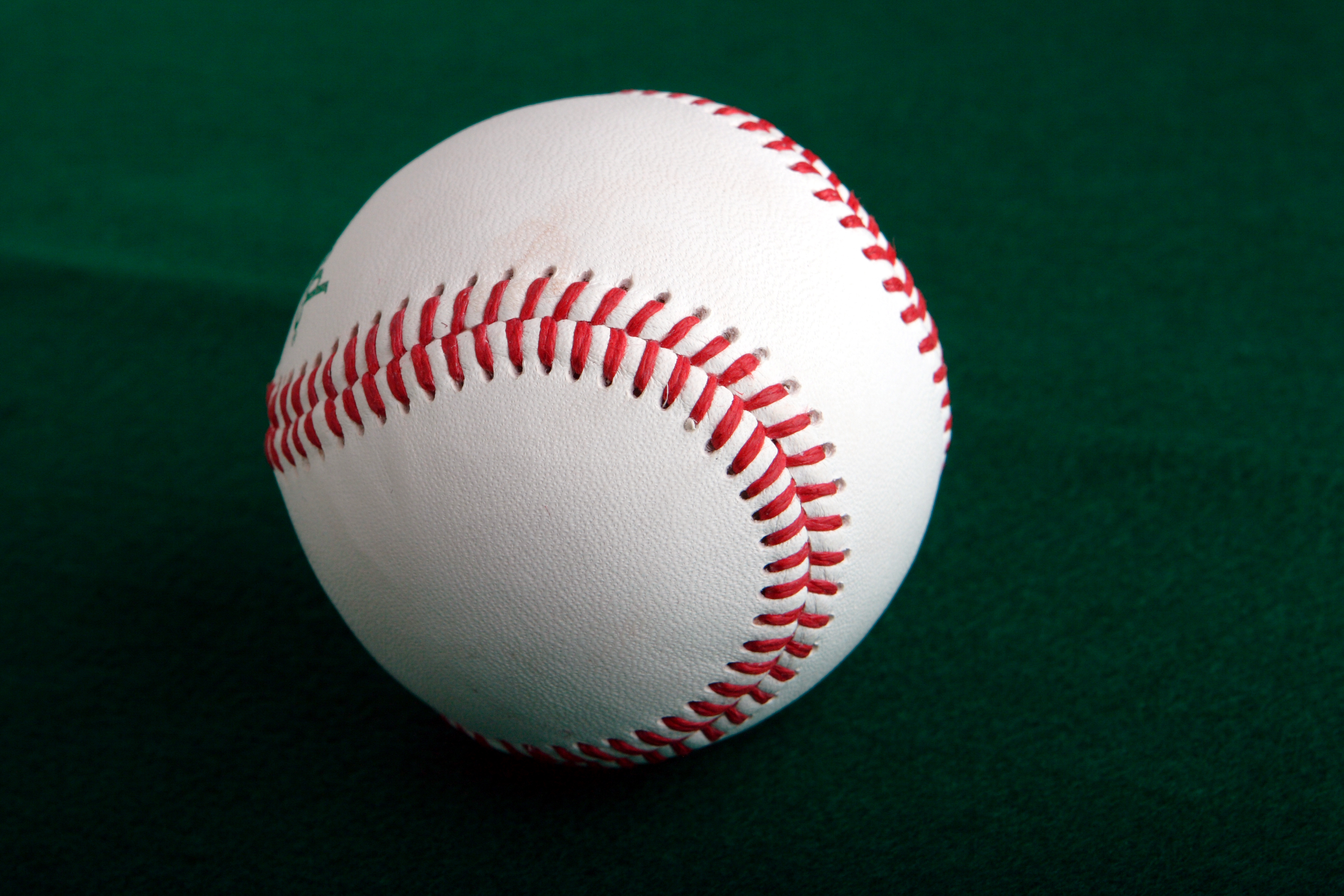
Palla da baseball

La palla da baseball è la palla usata ufficialmente nel gioco del baseball in tutte le leghe e i campionati del mondo, compreso quello italiano, e nelle competizioni internazionali.

## Composizione e dimensioni
Presenta una circonferenza variabile tra i 22,9 cm e i 23,5 cm, un peso di 142 grammi e un diametro compreso tra i 7,3 cm - 7,5 cm; tali parametri variano tuttavia nelle varie categorie giovanili.
La composizione interna è varia: il centro della palla può essere in sughero o gomma oppure formato da un miscuglio dei due, spesso alternati in strati; il diametro della regione centrale generalmente non supera i 2 cm.
La regione centrale è circondata da vari materiali di natura filamentosa quali lana, spaghi o, più raramente, cotone.
Esternamente consta di due frammenti di pelle incollati alle fibre concentriche interne e assemblati a vicenda tramite 108 cuciture composte dalla medesima fibra in cotone che garantisce stabilità alla palla.

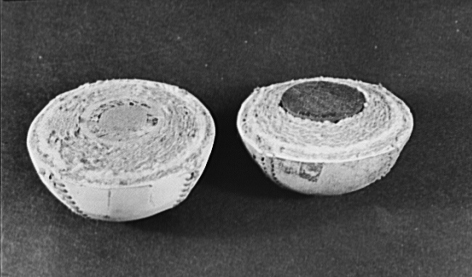
Le prime palle da baseball

## Origini
Esistevano varie forme di palle da baseball risalenti alla prima metà del XIX secolo: allora non esisteva una regolamentazione circa le dimensioni e peso; le palle erano spesso fatte a mano e (in genere) la struttura originale era simile a quella attuale, con una regione centrale in legno o sughero, una regione intermedia formata da numerosi spaghi e un involucro formato o da un singolo frammento di pelle o da un numero variabile di frammenti intrecciati.
Le prime palle da baseball che presentano l'attuale struttura risalgono alla seconda metà del XIX secolo e furono prodotte per la prima volta da A.G. Spalding. A partire dalla Seconda guerra mondiale vennero ideati nuovi materiali sintetici che conferivano comunque scarsa qualità alla palla: queste infatti vengono usate in allenamento mentre non vengono impiegate nelle gare ufficiali della MLB o della IBL.
Ogni squadra della Major League Baseball usa uno speciale fango, chiamato Baseball Rubbing Mud (letteralmente: "fango per lo sfregamento delle palle da baseball"), usato per sfregare le palle da gioco prima che i lanciatori le adoperino nelle partite, al fine di consentire loro un miglior controllo ed una presa più salda.
Oggi, diverse dozzine di palle da baseball sono tipicamente usate in una partita a livello professionale, a causa di graffi, scolorimento, e trame indesiderate che possono comparire durante la partita. Palle colpite al di fuori dello stadio in occasioni particolari (record o motivi personali),possono essere richieste o donate ai fan che le raccolgono. Solitamente il giocatore regala una mazza o qualche altro oggetto autografato in cambio di questa palla "speciale".

## Palle da baseball famose
- La palla battuta da Mark McGwire nel 1998 nel suo settantesimo fuoricampo in una sola stagione è stata comprata dall'autore di fumetti Todd McFarlane al prezzo di 3 milioni di dollari.
- Nel 2001 Barry Bonds realizzò il suo settantatreesimo fuoricampo in una sola stagione, superando il record precedente di Mark McGwire. La pallina è contesa da due tifosi i quali sostengono entrambi di averla presa una volta arrivata sugli spalti dello stadio.
- La palla battuta da Barry Bonds nel suo settecentocinquantaseiesimo fuoricampo (nel 2007) è stata presa da un suo fan e mai restituita.
- Nella prima parte del best seller Underworld (1997), Don DeLillo racconta il passare di mano in mano della palla da baseball finita fuoricampo nella partita tra i New York Giants e i Brooklyn Dodgers del 3 ottobre 1951 al Polo Grounds di New York.